# Bataille de Chéronée (338 av. J.-C.)
Pour les articles homonymes, voir Bataille de Chéronée.
Guerres sacrées
La bataille de Chéronée est une bataille ayant opposé en Béotie, le 2 août 338 av. J.-C., Philippe II à une coalition de cités grecques menée par Athènes et Thèbes. Remportée par l'armée macédonienne, cette bataille consacre la domination macédonienne sur la péninsule grecque.

## Contexte historique

Mouvements précédant la bataille.

Depuis sa victoire dans la troisième guerre sacrée en 346 av. J.-C., Philippe II est membre du conseil amphictyonique de Delphes, et en tant que tel il prend parti dans les affaires des Grecs. 
Depuis 351, contrairement aux autres Athéniens, Démosthène reconnaît le danger que représente Philippe II. En effet, celui-ci est parvenu à unifier le royaume de Macédoine, à réorganiser son armée et à conquérir des régions, et par conséquent il devient une sérieuse menace pour Athènes. Démosthène essaye de faire réagir Athènes contre la menace macédonienne dans ses discours, Les Philippiques.
Entre 343 et 340, Philippe II s'en prend aux possessions athéniennes en mer Égée et en Chersonèse, et annexe la Thrace. En Grèce même, il parvient dans un premier temps à obtenir l'alliance de Thèbes. À l'automne 339, la quatrième guerre sacrée est déclarée, lors du conseil amphictyonique. Les Thébains et les Locriens veulent punir Athènes d'avoir recopié, lors de la reconstruction du sanctuaire d'Apollon, une dédicace les accusant de médisme pendant la deuxième guerre médique. Eschine, représentant athénien du conseil amphictyonique, retourne la situation en prouvant que les habitants d'Amphissa ont commis un sacrilège en cultivant des terres sacrées. Le conseil amphictyonique charge alors Philippe II de punir ses habitants.
Athènes, se sentant menacée, demande l'aide des autres cités grecques afin d'affronter Philippe II. Démosthène est envoyé à Thèbes pour les convaincre de se coaliser. Finalement, Thèbes accepte de rejoindre Athènes, doublant ainsi les forces grecques. Thèbes n'est pas la seule cité où des émissaires athéniens sont venus quérir de l'aide ; d'autres cités les ont rejointes dont Corinthe et Mégare. Une partie du Péloponnèse reste neutre, y compris Sparte, malgré l'intention des Athéniens de rallier l'ensemble des Grecs. 
Malgré l'initiative thébaine consistant à bloquer le défilé des Thermopyles pour empêcher l'invasion, l'armée macédonienne franchit les cols à l'ouest du mont Œta et prend Élatée à la frontière de la Béotie. Sous la houlette de Démosthène, une armée de coalisés venus de toute la Grèce se porte à sa rencontre et occupe une forte position à Parapotamioï que Philippe ne peut forcer. L'hiver force les deux armées à l'inaction. Au printemps, Philippe parvient à s'emparer d'Amphissa, de Delphes et de Naupacte. L'armée grecque se retire de Parapotamioï vers Chéronée, où le 2 août 338 av. J.-C., Philippe accepte la bataille rangée.

## Forces en présence
Selon Diodore de Sicile, l'armée macédonienne compte 30 000 fantassins et 2 000 cavaliers. Les effectifs de l'armée grecque sont moins connus, mais sont probablement supérieurs à ceux des Macédoniens. Les plus gros contingents viennent d'Athènes (environ 10 000 hommes) et de Thèbes (12 000 hommes) dont les 300 soldats d'élite du Bataillon sacré. D'autres cités alliées sont représentées : Corinthe, Mégare, les îles de Corcyre, l'Eubée et Leucade, pour un total d'environ 8 000 soldats. L'armée grecque était complétée par un contingent de 5 000 peltastes mercenaires, soit un total approximatif de 35 000 hommes.

## Déroulement de la bataille

Schéma d'une interprétation hypothétique de la bataille.

Les sources antiques à propos de la bataille étant rares, tardives, vagues, équivoques et parfois contradictoires, la disposition des forces en présence, le déroulement du combat et le rôle joué par la cavalerie (voire sa présence sur le champ de bataille) ont donné lieu à des interprétations, contre-interprétations et contre-contre-interprétations divergentes voire parfois diamétralement opposées. De façon plus générale, il n'y a pas de consensus à propos de la faisabilité d'une charge de cavalerie sur des fantassins à cette époque.
Les reconstitutions proposées se basent sur la combinaison des sources littéraires antiques, de la topographie et des découvertes archéologiques. Selon certains auteurs l'information est trop parcellaire pour pouvoir aboutir à un récit fiable.

### Reconstitution standard
La description la plus courante a été répandue à partir des travaux de Sotiriadis (de) (1903), Pritchett (en) (1958) et Hammond (1973),.
Les Grecs occupent une position forte au pied de l'acropole de Chéronée et des pentes du mont Petrachos, couverte sur le flanc droit par le fleuve Céphise. Les Athéniens, sous le commandement de Charès, forment l'aile gauche, le centre est lui composé des contingents moins importants d'Eubée, de Corinthe et de Mégare, tandis que les Thébains forment l'aile droite. Les mercenaires sont répartis de chaque côté de l'infanterie hoplitique de la ligne principale.
L'armée macédonienne est disposée en ligne oblique. Face aux Athéniens, Philippe II prend le commandement des hypaspistes, tandis que le reste de sa phalange est disposé vers la gauche, la ligne se terminant par la cavalerie, dont les Compagnons commandés par le jeune Alexandre. Philippe progresse vers l'aile gauche athénienne, mais rompt l'engagement pour se replier dès le premier contact. Il est poursuivi par les Athéniens qui laissent ainsi une brèche dans la ligne grecque. Alexandre la met à profit en menant en personne une charge de la cavalerie formée en coin. Il enfonce le centre de la ligne grecque et se rabat vers la gauche et les arrières du contingent thébain. La ligne principale macédonienne entre alors en action et les hypaspistes cessent de reculer pour contre-attaquer. Le centre et l'aile gauche grecque sont ainsi rapidement repoussés et mis en déroute.
Le contingent thébain est encerclé par la cavalerie macédonienne qui attaque et détruit le Bataillon sacré, complétant la déroute grecque. Les pertes grecques sont très lourdes : 2 000 Athéniens et alliés, 2 000 Thébains, dont 254 des 300 soldats du Bataillon sacré.

### Critiques de cette reconstitution
Divers auteurs ont remis en question tout ou partie de ces conclusions. Ainsi, selon John Ma, il n'est pas certain que le tumulus des Macédoniens ait marqué l'emplacement des Thébains sur l'aile droite grecque, et l'information selon laquelle Alexandre aurait chargé le bataillon sacré pourrait relever de la légende ; il lui semble plus probable que la ligne grecque ait barré la vallée à l'endroit le plus étroit (et non en biais entre les deux tumulus) et que les Thébains aient occupé l'aile gauche comme à l'accoutumée. Des divergences portent aussi sur la possibilité d'une charge frontale de la cavalerie macédonienne sur la phalange grecque (aucune source antique ne décrivant explicitement de manœuvres d'enveloppement ou de rupture de la ligne grecque, qui restent donc conjoncturelles).

## Conséquences

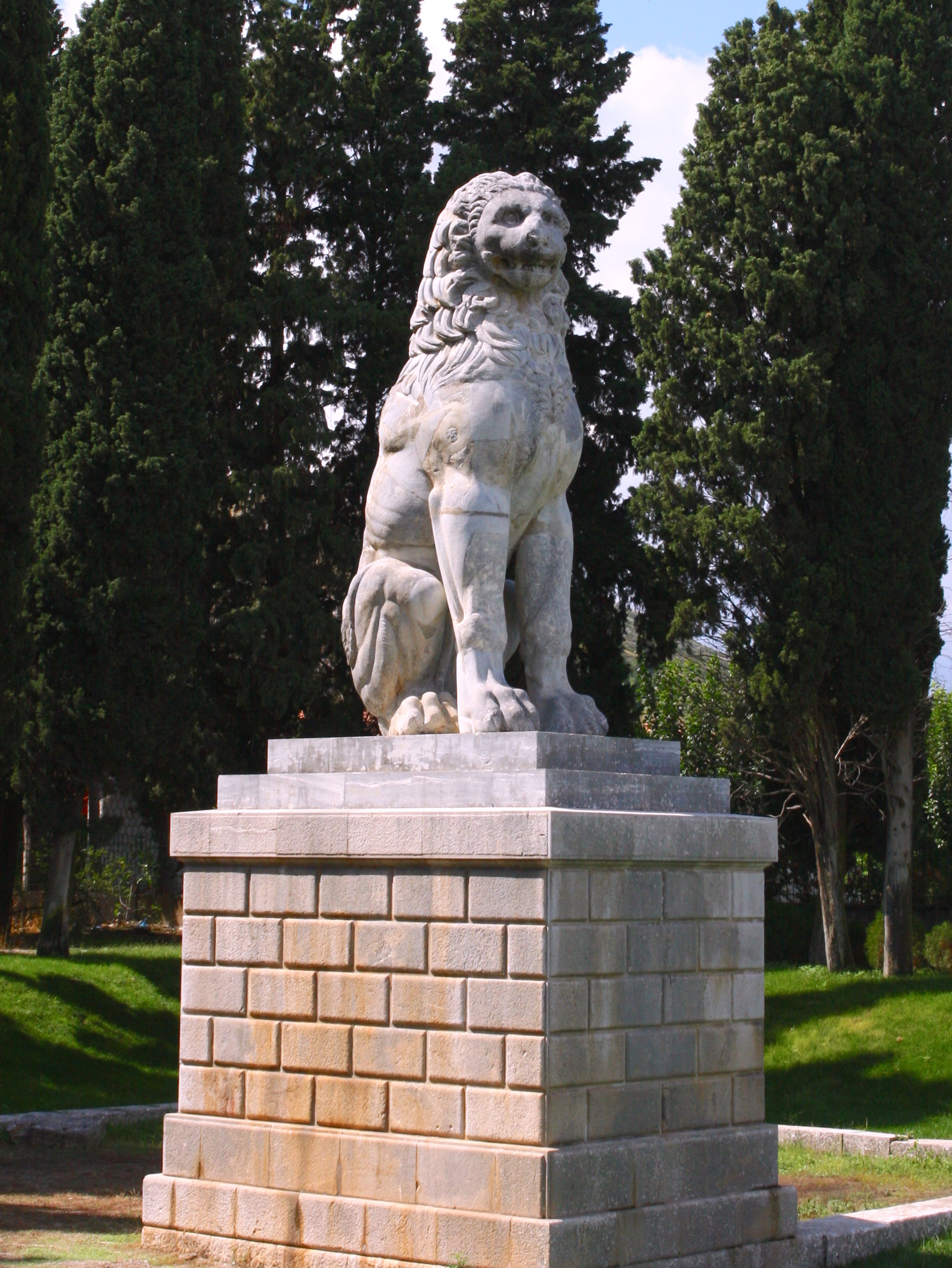
Le Lion de Chéronée, probablement érigé par les Thébains en souvenir des morts de la bataille.

Cette victoire de Philippe II représente un tournant dans l'histoire grecque en marquant le début de l'hégémonie macédonienne sur le monde grec et la fin de l'indépendance des cités-États. 
Concernant le sort des vaincus, Thèbes et Athènes n'ont pas subi le même sort. En effet, Philippe II a été clément avec les Athéniens : il a rendu les prisonniers athéniens sans exiger de rançon, laissé le contrôle des îles de Lemnos, Imbros, Skyros et Samos et enfin Athènes conserve l'administration du sanctuaire d'Apollon à Délos. Thèbes subit des conséquences plus lourdes : les Thébains peuvent récupérer leurs prisonniers en échange d'une lourde rançon et une forte garnison macédonienne s'installe dans la cité, tout comme à Corinthe et à Chalcis. 
En 337 av. J.-C., Philippe II fonde la Ligue de Corinthe, obligeant toutes les cités grecques à y adhérer, à l'exception de Sparte. Cette ligue a d'abord pour but d'installer une paix commune, mais plus tard, elle sert de symmachie avec pour objectif la conquête de l'empire perse. Même si, dans le serment qui lie les membres de la Ligue, l'autonomie et la libre circulation sur terre et en mer sont garanties, elles sont bien limitées. Gravement amputées de leur autonomie interne, les citées grecques subissent des réformes imposées. De plus, les successeurs de Philippe II prennent la direction de la Ligue. L'adhésion des cités grecques à la Ligue de Corinthe marque donc définitivement la fin de l'indépendance des cités grecques et la domination macédonienne sur le monde grec durant l'époque hellénistique

## Considérations tactiques

### Le choc de cavalerie: une innovation tactique majeure?
La bataille de Chéronée est considérée par certains historiens comme témoignant d'une utilisation de la cavalerie macédonienne en tant que force cherchant le choc, en contradiction avec les habitudes du monde grec dans lequel la cavalerie est utilisée pour harceler (jets de projectiles) et pourchasser les troupes ennemies lorsque ces dernières sont en fuite. Ainsi la cavalerie ne recherche le choc que lorsque l'ennemi est déjà en fuite. Or, selon certains auteurs, la cavalerie lourde macédonienne (Compagnons et Thessaliens) à Chéronée aurait recherché le choc avec la formation hoplitique pour déstabiliser et annihiler cette dernière.
Cette destruction de la formation hoplitique à Chéronée s'expliquerait par deux facteurs principaux : un facteur militaire et un facteur psychologique. Concernant le facteur militaire, les hoplites sont équipés d'une lance destinée au combat d'infanterie et possèdent un bouclier permettant de se protéger des projectiles et des coups ennemis lors d'un corps à corps ou lors d'un choc avec une autre formation hoplitique. L'hoplite grec reçoit une formation principalement axée sur le combat hoplitique, donc pas pour supporter une charge de cavalerie. Pour ce qui est du facteur psychologique, les hoplites athéniens et thébains ne sont pas préparés à voir des cavaliers chargeant leur formation de manière directe, ce qui les désempare une première fois. Ce flottement se transforme en peur à cause du bruit des sabots des chevaux sur le sol et de la puissance physique du choc appréhendé au fur et à mesure du rapprochement des cavaliers. Ainsi, cette peur laisse place à un instinct de survie des hoplites qui s'écartent plus ou moins légèrement, juste avant le choc avec les cavaliers macédoniens, ce qui ouvre une brèche au sein de la formation qui permet à la cavalerie de s'engouffrer et d'annihiler la formation hoplitique.
Cette théorie de la recherche du choc par la cavalerie macédonienne s'appuie sur la découverte archéologique des squelettes de 254 victimes sous la statue du Lion à Chéronée. Cette statue commémore le Bataillon sacré thébain qui a été presque entièrement détruit durant la bataille. Seuls ont été conservés entre dix et dix-huit ossements à cause d'une mauvaise fouille archéologique. Pour autant, les archéologues ont remarqué la présence de plusieurs traumatismes à la tête sur trois crânes, n'ayant pu être portés que par des coups d'épées venues du haut, ce qui peut conforter la théorie que la cavalerie lourde macédonienne a bien engagé le Bataillon sacré et a donc chargé ce dernier.
Par ailleurs, il convient de noter que l'utilisation de la cavalerie macédonienne comme force cherchant le choc est permise par l'adoption sous Philippe II de nouvelles tactiques et d'une refonte de l'entraînement au sein de l'armée macédonienne. Parmi les nouvelles tactiques de cavalerie, nous pouvons mentionner la formation en coin ou en triangle qui permet d'augmenter la puissance de pénétration d'une charge de cavalerie face à une unité ennemie. De plus, cette nouvelle formation place le commandant d'unité en tête du coin, permettant alors une meilleure manœuvrabilité des cavaliers car ces derniers n'ont plus qu'à suivre les mouvements de leur chef. Concernant la refonte de l'entraînement, celle-ci instruit les chevaux à charger une masse même si cela va à l'encontre de leur instinct. En ce sens, il est important de mentionner le fait que les Macédoniens ont compris et ont réutilisé le système social de la harde des chevaux à leur avantage. En effet, pour sa survie, un cheval doit faire partie d'une harde qui comprend une structure hiérarchique avec des chevaux dominés et des chevaux dominants. Ainsi, la nécessité de survivre oblige les chevaux dominés à accepter leur position dans la harde et à suivre les chevaux dominants. Les Macédoniens, placent des chevaux dominants à l'avant et à l'arrière afin de faire appel à l'instinct sauvage des chevaux et donc à récréer le système de la harde.
Enfin, la bataille de Chéronée est la première bataille pour laquelle une source antique évoque la présence de sarisses, qui équiperaient ici les cavaliers et non chez les phalangites, ce qui tend à rendre envisageable cette tactique du choc, tandis que les plus anciens vestiges, indiscutablement datés, de pointe de fer de sarisse sont associés à la bataille de Chéronée.

### Autre interprétation
D'autres auteurs, s'appuyant sur l'absence de mention explicite de la cavalerie dans les descriptions antiques de la bataille, considèrent que son rôle éventuel ne peut être que conjectural et qu'il a pu n'être que secondaire voire inexistant,.

## Archéologie
Des fouilles ont permis de retrouver deux sépultures collectives (polyandrion), l'une située près du Céphise et considérée comme celle des Macédoniens, l'autre située de l'autre côté de la plaine, près de Chéronée, ornée d'une statue de lion et considérée comme celle du Bataillon sacré thébain (ce qui n'est pas logique : 1) Le "bataillon sacré" se trouvait lors du combat à droite de la ligne grecque, près de la rivière. 2) une statue de lion peut marquer une victoire, rarement une défaite ; elle se trouve à gauche de la ligne grecque lors de la bataille, en bordure de la route principale menant à Thèbes et Athènes, lieu idéal pour commémorer une victoire et être vue de tous[réf. nécessaire]).